# Rochester (Washington)
Rochester é uma Região censo-designada localizada no estado norte-americano de Washington, no Condado de Thurston.

## Demografia
Segundo o censo norte-americano de 2000, a sua população era de 1829 habitantes.

## Geografia
De acordo com o United States Census Bureau tem uma área de
6,0 km², dos quais 6,0 km² cobertos por terra e 0,0 km² cobertos por água. Rochester localiza-se a aproximadamente 56 m acima do nível do mar.

## Localidades na vizinhança
O diagrama seguinte representa as localidades num raio de 16 km ao redor de Rochester.